# سوسن (مادر حسن عسکری)
سوسن ملقب به نرجس، سلیل، حدیث، صقیل و ریحانه ، بنابر اعتقاد شیعیان، همسر علی النقی و مادر حسن عسکری، امام یازدهم شیعیان است. او در ابتدا به عنوان کنیز وارد خانه محمد تقی شد و پس از مدتی به همسری علی النقی درآمد. سوسن  پس از تولد حجت بن الحسن، به جده شهرت یافت.
پس از درگذشت حسن عسکری، به گفته حکیمه خاتون، مسئولیت شیعیان به عهده سوسن بود و او یکی از نایبان نوه‌اش حجت بن الحسن بوده است. او تا زمان غیبت صغری زنده بود و در شهر سامرا درگذشت.

## نام، کنیه و لقب
در منابع تاریخی و روایی برای مادر حسن عسکری چند نام بیان شده، که عبارتند از:سُوسَن، حُدَیْث، سَلیل، حُدَیْثه، حَرْبیّه، سَمانه، نرجس، صقیل.
بنا به نوشته عیون المعجزات: «اسم مادر امام علیه‌السلام ، بر اساس آنچه محدّثان بیان نموده‌اند، «سلیل» است...»
تعدّد نام در بین عرب‌ها رایج بوده، به‌ویژه برای کنیزان؛ چرا که ورود آنها به سرزمین غیر مادری یا به خانه مولا و مالک جدید، زمینه نامگذاری و تغییر اسامی را در پی‌داشته است. لذا موّرخان و محدّثان پیش از معرّفی نام این بانو، یادآور شده‌اند که: «و امّه امّ ولد یقال لها...؛ و مادر امام عسکری علیه‌السلام کنیز و جاریه بود که نامیده شده به...».البتّه برخی نیز بر این باورند که بیشتر این اسامی، از القاب او است.
سوسن پس از تولّد فرزندش  حسن عسکری با کنیه «امّ‌الحسن» و «امّ ابی‌محمّد» نامیده شد و با تولّد نوه یگانه‌اش (حجت بن الحسن )، با لقب و عنوان «جدّه» شهرت یافت.
شیخ عباس قمی در منتهی‌الآمال نام مادر حسن عسگری را «سوسن» می‌داند و البته از القاب ایشان به سلیل، حدیث و جدّه اشاره می‌کند.

## زادگاه
نسب و دودمان سوسن چندان مشخّص نیست؛ امّا از تعابیری چون «امّ ولد» و «حربیّه» می‌توان نتیجه گرفت که وی به عنوان «کنیز» در مدینه زندگی می‌کرد و شاید همراه خانواده و اقوامش در یکی از جنگ‌های عصر حکومت بنی‌عباس به مدینه آمده است؛ همان‌گونه که برخی گفته‌اند: «وی در ولایت و کشور خودش، پادشاه‌زاده بوده...»
زمان ولادت او را می‌توان این گونه تخمین زد که: سوسن در بین سال‌های ۲۱۸ ـ ۲۱۵ ق. به دنیا آمده است.

## زندگی
سوسن در حدود سال‌های ۲۲۵ تا ۲۲۹ ق. به ازدواج علی هادی در آمد. حسن عسکری خاطره نخستین روز آشنایی  پدر و مادرش را چنین بیان می‌کند:
زمانی که سلیل ـ یا سوسن ـ به علی هادی رسید، امام دهم شیعیان گفت: 
«سلیل، مسلولهٌ من الآفات و العاهات و الأرجاس و الأدناس (الأنجاس)؛ سلیل، از بدی‌ها، پلیدی‌ها، زشتی‌ها، ناپاکی‌ها و آلودگی‌ها، پاک و عاری است.»
علی هادی در ادامه چنین بشارت داد:
«سیهب اللّه حجّته علی خلقه یملأ الأرض عدلاً کما ملئت جوراً؛ به زودی خداوند (از دامن و نسل سلیل) حجّت الهی بر خلق خود (مهدی موعود) را موهبت و عطا می‌کند. او زمین را از عدل و داد پر می‌نماید، همان طور که از جور و ستم پرشده باشد.»۸

## فرزندان
اگر بپذیریم که سوسن تنها همسر علی هادی می‌باشد، فرزندان آنان عبارتند از:
۱. حسن عسکری (۲۳۱ ـ ۲۶۰ ق.).
۲. سیّد محمّد (متوفّای حدود ۲۵۲ ق.)؛ مردی پارسا که در زمان پدرش رحلت کرد. وی فرزند ارشد خانواده بود.
۳. سیّد حسین؛ مردی پرهیزکار و عابد بود که قبل یا بعد از پدرش رحلت کرد.
۴. جعفر (۲۲۶ ـ ۲۷۱ ق.)؛ وی به سبب عملکرد منفی‌اش به «جعفر کذّاب» معروف شد. لذا علی هادی از ولادت او احساس سرور نکرده و از فتنه وی خبر داد.
۵. علّیه (عالیه، عایشه)؛ وی تنها دختر علی هادی است.
آرامگاه همه فرزندان علی هادی در کنار قبر پدرشان بوده و فقط سیّد محمّد در خارج از شهر سامرا ـ نزدیک شهر بلد ـ واقع شده است.